# Hello Shopping Park
Hello Shopping Park (inițial numit European Retail Park Bacău) este un centru comercial în Bacău, România, deschis în anul 2008. Are o suprafață închiriabilă de 42.600 mp și include magazinele Auchan, Leroy Merlin, Decathlon, Elvila, JYSK, Proges, C&A, Pepco, TXM, și  Altex.
A fost dezvoltat de fondul de investiți BelRom, în urma unei investiții de aproximativ 60 de milioane de euro. .
În iulie 2013, BelRom a cerut intrarea în insolvență a centrului Hello Shopping Park.